# カーラ・コルネホ・ヴィラヴィセンシオ
カーラ・コルネホ・ヴィラヴィセンシオ（Karla Cornejo Villavicencio、1989 ー ）。アメリカの作家、ジャーナリスト。

## 人物・来歴
エクアドルで生まれ、カーラが1歳の時にカーラを親戚に預けて両親は渡米する。カーラも1993年にニューヨークに渡る。両親とも長い間不法移民であった。カーラも不法移民であったが、DACA（オバマ政権時代の「若年移民に対する国外強制退去の延期措置」）取得を経て、現在はアメリカの市民権を取得済み。ハーバード大学でBA。エール大学大学院でアメリカンスタディーズを専攻。ハーバード大学在学中からさまざまな雑誌に寄稿している。コネチカット州ニューヘーヴンで同性のパートナーと暮らす。

## 著作・翻訳
2020年に The Undocumented Americans を刊行しベストセラーとなる。同書は全米図書賞のファイナリストに選ばれる。
2024年には Catalina: A Novel が刊行される。同書は全米図書賞のロングリストに入る。

## わが国での紹介
わが国における紹介は、The Undocumented Americans が2023年6月に池田年穂の翻訳で『わたしは、不法移民――ヒスパニックのアメリカ』（慶應義塾大学出版会　240頁）として刊行されている。